# باول إلوود
باول إلوود (بالإنجليزية: Paul Elwood)‏ هو عازف بانجو وملحن أمريكي، ولد في 1958 في كانساس في الولايات المتحدة.

## وصلات خارجية
- الموقع الرسمي